# Oxyethira brevis
Oxyethira brevis is een schietmot uit de familie Hydroptilidae. De soort komt voor in het Australaziatisch gebied.